# Red 5 (Musikprojekt)
Red 5 ist ein Musikprojekt des Produzenten Thomas Kukula. Mit Singles wie Da Beat Goes und I Love You…Stop! konnten europäische Charterfolge erzielt werden. Neben Kukula waren zeitweise die Sängerin Nadja Ayari, der Sänger und Rapper Anthony „Lemar“ Woods und die spanische Tänzerin Vanessa Garcia Sempere Mitglied des Projekts. Ferner kam es zu Mitwirkungen von MC Miker G und DJs@Work. Seit Ende der 1990er Jahre tritt Thomas Kukula unter dem Pseudonym DJ Red 5 allein in Erscheinung. Mehrere Hits wurden später als Remixes wieder aufgenommen.

## Geschichte
Kukula hatte bereits mit Projekten wie General Base, T.H.K. und Candy Beat einige musikalische Projekte ins Leben gerufen und teilweise Charterfolge erzielt. Das Projekt Red 5 wurde 1995 gegründet und war ursprünglich nur als Live-Dance-Act geplant. Obwohl zunächst von einigen Plattenfirmen abgelehnt, konnten sich Red 5 mit Da Beat Goes 1996 dennoch erstmals in den Top 20 der deutschen Charts platzieren. Der Gesang stammt vom niederländischen Rapper MC Miker G. Tatsächlich handelt es sich dabei um ein Sample und stammt ursprünglich von dem Titel Show’m The Bass aus dem Jahr 1989. Für Thomas Kukula war es nach General Base das zweite Danceprojekt mit Charterfolg.
Die männlichen Gesangsparts stammten größtenteils von Anthony Woods. Woods kam ursprünglich aus Manhattan und hatte bereits in den frühen 1990er Jahren für andere Projekte Gastgesänge beigesteuert. Ferner war er auch in einem Werbespot für C&A zu sehen. Er brachte auch die Tunesierin Nadja Ayari zur Gruppe. Im Januar 1997 stieß auch Vanessa Garcia Sempere zur Gruppe. Sie kam ursprünglich aus Barcelona, hatte dort im Aerobic-Instructor-Bereich gearbeitet und kam nach Deutschland, um klassischen Tanz zu studieren.
Mit I Love You …Stop!, Lift Me Up und For This World / Red 5 Jumps konnte die Gruppe eine Reihe weiterer Charterfolge erzielen. Nadja Ayari übernahm dabei den Gesang. Zu den Hitsingles wurden Musik-Videos produziert. Ein immer wiederkehrendes Erkennungsmerkmal war dabei der mit rotem Schutzhelm und Nummer-5-Trikot bekleidete Footballspieler.
Ferner kam es zu mehreren Show-Auftritten u. a. im VIVA Club Rotation oder beim Chart Attack des ZDF. Dabei bildeten Garcia Sempere, Wood und Ayari meist das vordere Tanztrio und präsentierten die Gruppe damit nach außen. Dabei trugen die Tänzer häufig rote Latexkleidung. Kukula trat nur sporadisch in Erscheinung und blieb eher im Hintergrund. Gelegentlich wurde die Gruppe auch von anderen Tänzern oder Darstellern begleitet.
Im Juli 1997 erschien das Album Forces, welches auch die früheren Hitsingles enthielt. 1998 erschienen noch einige weitere Singles, jedoch konnte sich nur die Single Da Bass in den unteren Bereichen der Charts platzieren. Ab Ende der 1990er Jahre führte Kukula das Projekt unter dem Namen DJ Red 5 im Alleingang fort. Da Bass und Que Pasa / Rocking Affair waren die ersten Singles unter dem Namen DJ Red 5. Der Erfolg früherer Tage konnte jedoch nicht wiederholt werden. Mit der Single Rhythm & Drums 2001, die mit Beiträgen von DJs@Work entstand, gelang im Jahr 2001 ein letztes Mal der Charteinstieg in Deutschland. Das Stück hatte Kukula bereits knapp zehn Jahre zuvor mit General Base und 1996 als DUG veröffentlicht.
2003 erfolgte mit Da Beat Goes – Reanimated ein Remix, diesmal mit der Interpretenbezeichnung DJ Red 5 vs. MC Miker G. Ein Jahr später 2004 wurde I Love You Stop – Restarted eine Remix-Version der zweiten Hit-Single veröffentlicht.
2010 folgte eine Neuauflage von Da Beat Goes, die in die Dance-Charts einstieg. Die folgende Best-of-Zusammenstellung The Single Hits 1995-2010 enthielt auch die späteren Singleveröffentlichungen. 2016 erfolgte eine weitere Remix-Veröffentlichung unter dem Namen Da Beat Goes 2k16. 2021 erfolgte mit dem italienischen Produzenten Stefy De Cicco die Singleveröffentlichung Feels like home, welche musikalisch an den Hit I Love You Stop! angelehnt ist.

## Namensherkunft
Der Name ist wahrscheinlich eine Anspielung auf Luke Skywalkers Rufname in der X-Flügler-Staffel im Film Krieg der Sterne. So sind auf dem Cover des Albums Forces zwei X-Flügler zu sehen.

## Diskografie

### Alben
- 1997: Forces
- 2010: The Single Hits 1995-2010 (Best-of-Zusammenstellung)

### Singles
| Jahr | Titel Album                             | Höchstplatzierung, Gesamtwochen, AuszeichnungChartplatzierungen (Jahr, Titel, Album, Platzierungen, Wochen, Auszeichnungen, Anmerkungen) | Höchstplatzierung, Gesamtwochen, AuszeichnungChartplatzierungen (Jahr, Titel, Album, Platzierungen, Wochen, Auszeichnungen, Anmerkungen) | Höchstplatzierung, Gesamtwochen, AuszeichnungChartplatzierungen (Jahr, Titel, Album, Platzierungen, Wochen, Auszeichnungen, Anmerkungen) | Höchstplatzierung, Gesamtwochen, AuszeichnungChartplatzierungen (Jahr, Titel, Album, Platzierungen, Wochen, Auszeichnungen, Anmerkungen) | Anmerkungen           |
| Jahr | Titel Album                             | DE | AT | CH | UK | Anmerkungen           |
| ---- | --------------------------------------- | --- | --- | --- | --- | --------------------- |
| 1996 | Da Beat Goes Forces                     | DE19 (21 Wo.)DE | — | CH48 (1 Wo.)CH | — | feat. MC Miker G      |
| 1997 | I Love You … Stop! Forces               | DE13 (14 Wo.)DE | AT19 (10 Wo.)AT | CH34 (4 Wo.)CH | UK11 (5 Wo.)UK |                       |
| 1997 | Lift Me Up Forces                       | DE28 (10 Wo.)DE | AT30 (6 Wo.)AT | — | UK26 (5 Wo.)UK |                       |
| 1997 | For This World / Red 5 Jumps Forces     | DE68 (5 Wo.)DE | — | — | — |                       |
| 1998 | Da Bass The Single Hits 1995-2010       | DE91 (1 Wo.)DE | — | — | — |                       |
| 2001 | Rhythm & Drums 2001 Best Hits & Remixes | DE55 (7 Wo.)DE | — | — | — | DJ Red 5 vs. DJs@Work |

### Weitere Singles
- 1998: Deeper Love
- 1998: Fiesta Fiesta
- 1998: Gimme Luv
- 2000: Que Pasa / Rocking Affair (DJ Red 5)
- 2003: Da Beat Goes – Reanimated (DJ Red 5 vs. MC Miker G)
- 2004: I Love You Stop – Restarted (DJ Red 5)
- 2010: Da Beat Goes '10 (DJ Red 5)
- 2016: Da Beat Goes 2k16 (DJ Red 5)[2]
- 2021: Stefy De Cicco, RED5: Feels Like Home[14]

### Weitere Veröffentlichungen
- 2000: Best Hits & Remixes (DJ Red 5) (inoffiziell, nur in Russland)[15]
- 2017: I Love You Stop (All Mixes DJ Edition) (DJ Red 5)
- 2019: I Love You Stop! 2k19 (UltraBooster Bootleg Remix)
- 2019: All Single Hits & Best Club Mixes[16]

## Musik-Videos
- 1996: Da Beat Goes…
- 1997: I Love You…Stop! (Regie Nikolas Mann)
- 1997: LiftMe Up
- 1997: ForThis world
- 2010: Da Beat Goes '10 (DJ Red 5)